# Asoiva Karpani
Pas d'image ? Cliquez ici

a Compétitions nationales et continentales officielles uniquement.

b Matchs officiels uniquement.
Asoiva Karpani, également nommée Eva Karpani, née le 18 juin 1996 à Campbelltown (Australie), est une joueuse internationale australienne de rugby à XV évoluant au poste de pilier. Elle a également joué au rugby à XIII. Licenciée au Randwick DRUFC, elle porte les couleurs des Waratahs en Super Rugby Women's.

## Biographie
Asoiva Karpani naît le 18 juin 1996 à Campbelltown en Nouvelle-Galles du Sud en Australie mais grandit à Adélaïde,. D'origine tongienne, sa mère l'élève seule, ainsi que ses huit frères et sœurs. Les déménagements l'empêchent d'entretenir des amitiés durables. C'est dans le rugby à XV et son importante communauté de joueurs et joueuses du Pacifique qu'elle va les nouer. À l'école, elle pratique tous les sports disponibles, collectifs ou individuels. Elle choisit le rugby parce que c'est la discipline où elle excelle, mais aussi sous la pression de ses sœurs qui le pratiquent. En scolaire, un entraîneur compose une ligne de trois-quarts comptant quatre sœurs Karpani.
Elle porte les couleurs de l'Australie pour la première fois à 16 ans, aux côtés de Charlotte Caslick, au tournoi de rugby à sept des Jeux australiens de la jeunesse, en 2013.
En 2018, elle s'installe à Sydney et tente sa chance dans le rugby à XIII. Elle signe un contrat en National Rugby League avec les St. George Illawarra Dragons (en) qui ne la prolongent pas,.
En 2019, Asoiva Karpani intègre l'équipe de Super Rugby Women's des Waratahs. Sa première saison se conclue par un premier titre. Elle obtient également sa première cape avec l'Australie contre le Japon au mois de juillet.
La saison 2020 est écourtée à cause de la pandémie de Covid-19. Toutefois les Waratahs sont déclarées championnes.
En 2021, elle réalise avec son équipe la passe de trois en Super Rugby Women's. Cette année-là, elle rejoue au XIII avec les South Sydney Rabbitohs, qui évoluent en Championnat de Nouvelle Galles du Sud.
En 2022, les Waratahs perdent leur titre, battues par la nouvelle équipe du Fijiana Drua. Asoiva Karpani est appelée pour la Pacific Four Series 2022. Elle compte dix sélections quand elle est retenue en septembre 2022 pour disputer la Coupe du monde en Nouvelle-Zélande.
En 2023, elle connait une nouvelle défaite face au Fijiana Drua, en demi-finale cette fois. Elle est rappelée en équipe nationale et enchaine la Pacific Four Series 2023, la O'Reilly Cup et la première édition du WXV où elle s'illustre en marquant trois essais contre la France,. Titulaire lors des huit rencontres internationales de la saison, elle est élue Wallaroo de l'année.
En 2024, Asoiva Karpani reconquiert le titre de Super Rugby Women's avec les Tahs. Toujours aussi indispensable, elle est sélectionnée pour la Pacific Four Series ratée des Wallaroos (trois défaites), puis les tests estivaux. Puis, elle étoffe ensuite son palmarès en remportant le WXV 2. En 2024, elle dispute les neufs matchs des Wallaroos, pour huit titularisations.
À partir de la saison 2025, elle rejoint la franchise des Queensland Reds.

## Famille
Sa petite sœur Simone est une joueuse professionnelle de rugby à XIII.

## Palmarès

### En franchise
- Vainqueur du Super Rugby Women's en 2019, 2020, 2021 et 2024.
- Finaliste du Super Rugby Women's en 2023 et 2025.

### En équipe nationale
- Vainqueur du WXV 2 en 2024.

### Distinctions personnelles
- Élue Wallaroo de l'année en 2023.